# Loxodontomys
Loxodontomys es un género de roedores de pequeño tamaño de la familia Cricetidae. Sus 2 especies son denominadas comúnmente pericotes o ratones orejones y habitan en altiplanos y montañas en el centro-oeste y sur de Sudamérica.

## Taxonomía
Este género fue descrito originalmente en el año 1947 por el zoólogo estadounidense Wilfred Hudson Osgood. Su especie tipo es: Mus micropus Waterhouse, 1837 (hoy Loxodontomys micropus).
El género se compone de 2 especies:
- Loxodontomys micropus (Waterhouse, 1837)[3]
- Loxodontomys pikumche Spotorno, Cofre, Vilina, Marquet & Walker, 1998

En 1980 Loxodontomys micropus (Waterhouse, 1837) fue propuesta para ser incluida en el género Auliscomys, pero estudios moleculares posteriores han tendido a insertarla en el género Loxodontomys.

### Relaciones filogenéticas
Un estudio que comparó haplotipos de distintas poblaciones del género Loxodontomys encontró que los datos moleculares indicaban que por lo menos a dos unidades evolutivas dentro del linaje de Loxodontomys micropus (consideradas L. m. micropus y L. m. alsus) sería adecuado continuar asignándoles un nivel de subespecies. De ser válido ese arreglo, podría considerarse también a L. pikumche como un sinónimo más moderno de una de ellas: Loxodontomys micropus alsus (Thomas 1919), la cual posee localidad tipo de “El Maitén provincia del Chubut, Patagonia argentina a una altitud de 700 msnm, en las coordenadas: 42°03′S 71°10′W”; si bien se requieren mayores estudios, con análisis de loci nucleares, cariotipos, y caracteres morfológicos, con muestras que cubran una mayor cobertura geográfica, especialmente provenientes de la isla Grande de Chiloé, de Chile central y de aisladas poblaciones orientales.

## Distribución geográfica y hábitat
El género es endémico del centro-oeste de Sudamérica. Se distribuye en zonas montañosas y altiplánicas desde el Perú, oeste de Bolivia y norte de Chile hasta el noroeste de la Argentina.